# Галдикас, Бируте
Бируте Галдикас (Birutė Marija Filomena Galdikas; р. 10 мая 1946, Висбаден) — канадский антрополог, приматолог, этолог и эколог литовского происхождения, специалистка по орангутангам, активистка движения охраны борнейских орангутанов.
Родилась в семье беженцев из Литвы в оккупированном союзными войсками Висбадене. Позже её семья переехала в Канаду и получила гражданство этой страны. Детские годы провела в Торонто. В колледже изучала психологию и биологию, в 1966 году получила степень бакалавра психологии и зоологии от университета Британской Колумбии и университета Калифорнии в Лос-Анджелесе. В 1969 году стала магистром антропологии, в 1978 году — доктором.
Во время докторантуры в Лос-Анджелесе познакомилась с легендарным палеонтологом и приматологом Луисом Лики, под влиянием которого заинтересовалась проблемами орангутанов на Борнео. В свою первую экспедицию на этот остров Галдикас отправилась со своим тогдашним мужем в 1971 году. Их работа вошла в документальный фильм Национального географического общества «В поисках гигантских обезьян» (1975). Исследования жизни высших приматов Галдикас проводила на протяжении 25 лет, большую часть времени находясь в тяжёлых полевых условиях и живя в бамбуковой хижине. Она внесла важный вклад в создание национального парка на основе заповедника Танджунг-Путинг, ставшего домом для многих орангутанов, и лично участвовала в возвращении в дикую природу более 150 особей этих животных, выросших в неволе.
Ныне Бируте Галдикас является профессором Университета Саймона Фрейзера в Барнаби (Британская Колумбия) и экстраординарным профессором Национального университета в Джакарте, а также возглавляет Международный фонд защиты орангутанов в Лос-Анджелесе. Её перу принадлежит несколько книг, в том числе «Великая обезьянья одиссея» и воспоминания «Размышления об Эдеме» о годах, проведённых на Борнео. За свою деятельность она удостоена разнообразных наград и премий. С 1995 года кавалер Ордена Канады.